# Вуко Вукадиновић
Вуко Вукадиновић (Мојковац, 11. август 1937 — Подгорица, 3. новембар 1993), правник и друштвено-политички радник СФР Југославије и СР Црне Горе.

## Биографија
Рођен је 11. августа 1937. године у Мојковацу. Завршио је Правни факултет. Члан Савеза комуниста Југославије постао је 1956. године.
Био је општински службеник и председник Скупштине општине Мојковац, члан Општинског комитета и Конференције СК Мојковац, члан Савезне конференције Социјалистичког савеза радног народа Југославије, члан Секретаријата Централног комитета СК Црне Горе и остало.
За члана Централног комитета СКЈ биран је од Дванаестог конгреса СКЈ.
Био је председник Извршног већа Скупштине СР Црне Горе од 6. јуна 1986. до 29. марта 1989. године.
Умро је 3. новембра 1993. године у Подгорици. Сахрањен је у селу Гојаковићи код Мојковца.